# The Girl Spy Before Vicksburg
The Girl Spy Before Vicksburg è un cortometraggio muto del 1910 diretto da Sidney Olcott. Un dramma della guerra civile americana con Gene Gauntier, la spia del sud.

## Trama
Un comandante della Guerra civile chiede a sua figlia di sabotare un'operazione di trasporto di polvere da sparo, non avendo disponibilità di uomini. La donna si traveste da soldato e completa la missione.

## Produzione
Il film fu prodotto dalla Kalem Company. Venne girato a Jacksonville, Florida.

## Distribuzione
Distribuito dalla General Film Company, il film - un cortometraggio di una bobina - uscì nelle sale cinematografiche USA il 28 dicembre 1910.